# Jorge Filipe Teixeira
Jorge Filipe Avelino Teixeira (Lisboa, 27 de agosto de 1986) é um futebolista português que atua como zagueiro, atualmente defende o AVS Futebol SAD.
Jorge atuou a maior parte de sua carreira no exterior de Portugal, atuando por 170 jogos na Pro League belga pelo Standard Liège e Sint-Truiden, além de vencer a Copa da Suíça com o Zurique em 2014. Além disso, tendo passagens pelo futebol de Chipre, Israel, Itália e Inglaterra.

## Carreira no clube

### Início de carreira
Nascido em Lisboa, Teixeira passou oito anos nas categorias de base do Sporting CP, mas nunca atuou pela equipa principal, sendo dispensado em 2005 e cumprindo as duas primeiras épocas como futebolista profissional na terceira divisão, pelo Casa Pia AC e Odivelas FC, ambos da Região de Lisboa . Em 2007–08 estreou na Segunda Liga pelo CD Fátima, onde foi rebaixado com o mesmo.

### Seis equipes em cinco países
Em 2008/09, Teixeira atuou por dois clubes do Chipre, foi rebaixado com o Atromitos Yeroskipou . Em 2009, ele assinou pelo Maccabi Haifa FC e, no ano seguinte, ingressou no FC Zürich da Suíça, que pagou US $ 1,2 milhão ao time israelense .
Em 20 de julho de 2010, Teixeira estreou na Super League pelo Zürich, em uma eventual derrota fora de casa por 3-2 contra o FC Basel . Em janeiro de 2013, ele foi emprestado ao AC Siena da Itália, começando em todas as suas partidas no campeonato, mas sendo rebaixado da Série A .
Em maio de 2014, depois de ajudar o Zurique a conquistar a Copa da Suíça na derrota para o Basel, Teixeira ingressou no Standard Liége em um contrato de três anos.

### Charlton Athletic

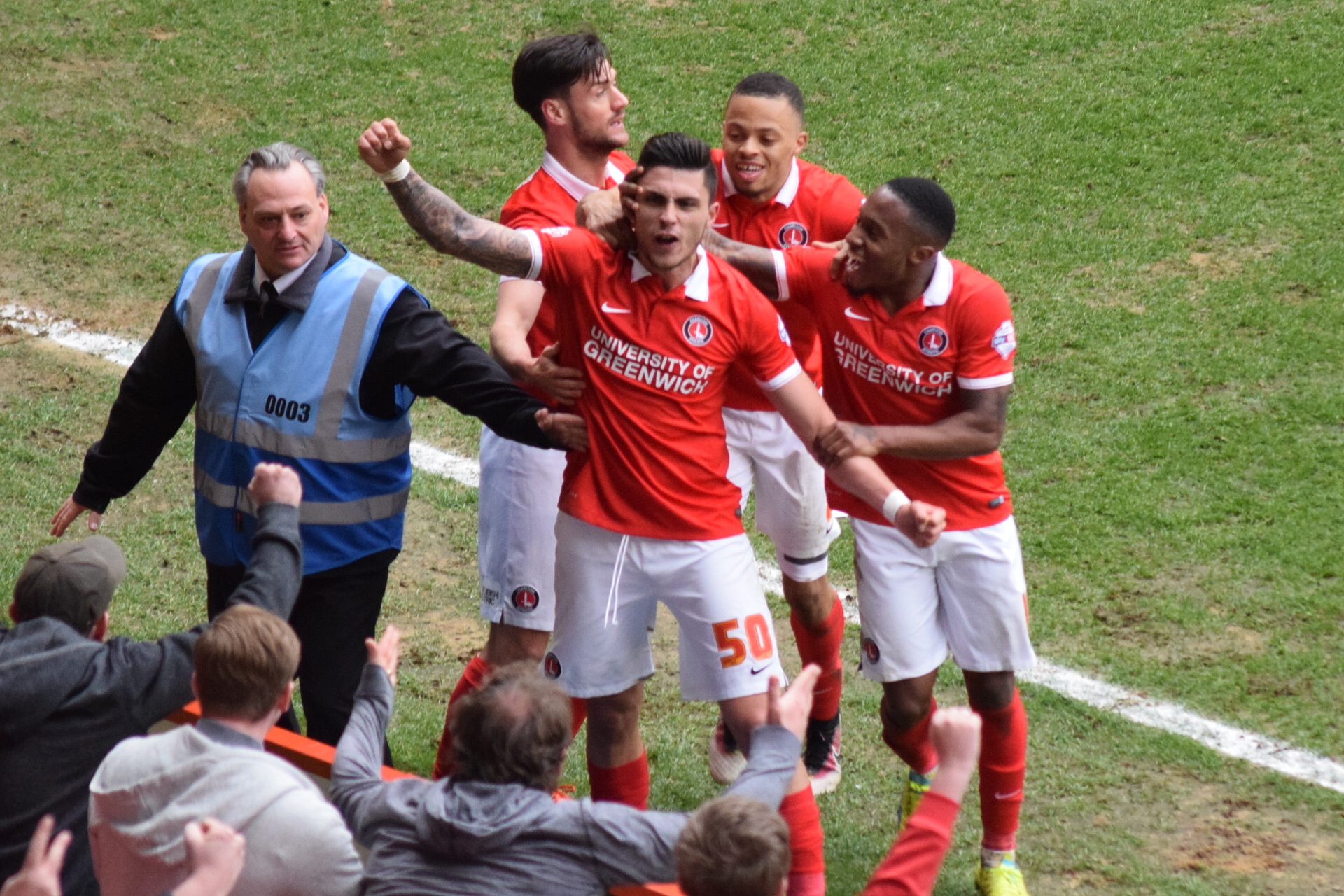
Teixeira após marcar pelo Charlton contra o Birmingham City

Em 2016, Teixeira assinou um contrato de quatro anos e meio com o Charlton Athletic , sob o comando do ex-técnico do Standard José Riga . Sua primeira aparição no campeonato ocorreu quatro dias depois, atuando os 90 minuto de um empate em casa por 1 a 1 com o Blackburn Rovers . Ele marcou em vitórias em casa sobre o Middlesbrough e o Birmingham City, enquanto seu time sofria o rebaixamento .
Teixeira quase foi emprestado ao SV Zulte Waregem da Bélgica para a temporada 16/17, mas fracassou devido ao seu alto salário e da contratação do zagueiro Luca Marrone da Juventus . Ele perdeu o inícioda League One devido a uma lesão no tendão da coxa, em 14 de janeiro foi expulso no final de um empate sem gols contra o rival Millwall no The Valley . Em 18 de fevereiro, Jorge entrou no segundo tempo e marcou duas vezes no empate de 3 a 3 em Rochdale.

### Sint-Truiden
Em 2017, Teixeira ingressou no Sint-Truidense VV com um contrato de três anos. Onde ele sofreu uma lesão no quadril em setembro de 2019, só voltando atuar em  fevereiro.

### carreira posterior
A 30 de junho de 2023, Teixeira regressou a Portugal pela primeira vez em 15 anos, depois de assinar com o AVS Futebol SAD, da Liga Portugal 2 . Sendo a primeira contratação da fusão de UD Vilafranquense e CD Aves .

## Honras
Zurique
- Copa da Suíça : 2013–14[7]